# Anni Frind

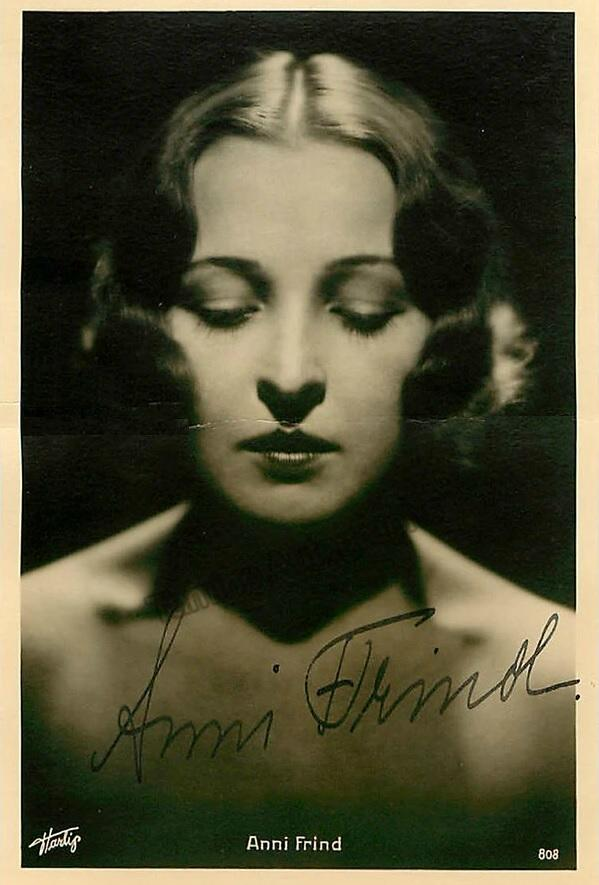
Portrait der Sopranistin Anni Frind von Gregor Harlip. Mit einem Autogramm

Anni Frind (* 3. Februar 1900 in Nixdorf, Böhmen, Österreich-Ungarn; † 8. April 1987 in New Orleans, Louisiana) war eine Opern- und Operettensängerin. Sie trat in Dresden, München und Berlin auf und gehörte in den 1920er und 1930er Jahren zu den am meisten besetzten lyrischen Sopranistinnen Deutschlands.

## Leben
Anni Frind wurde als Anna Gertrud Frind in einer deutschen Familie in Nixdorf (heute Mikulášovice), einer kleinen Stadt in Böhmen (heute Tschechien), geboren. Ihre Eltern waren Anna und Josef Frind, der Arzt war. Sie studierte ab 1914 bei Eleanor Köhler-Riese in Dresden und sang bereits 1916 in einem Konzert in der Dresdner Kreuzkirche. Ihr weiteres Musikstudium absolvierte sie bis 1922 bei Grete Merrem-Nikisch in Dresden und auch bei Luise Willer.
Sie debütierte 1923 an der Volksoper Berlin als Marie in der komischen Oper Der Waffenschmied von Albert Lortzing und erhielt führende Sopranistinnen-Rollen in Oper und Operette an der Bayerischen Staatsoper, der Semperoper, der Deutschen Oper Berlin und an Häusern in anderen europäischen Großstädten. Sie war von 1925 bis 1928 als Koloratursoubrette an der Staatsoper von München engagiert. Am Großen Schauspielhaus in Berlin bekam sie 1928 die Rolle als Nonne Laura in der Operette Casanova, die Ralph Benatzky nach Melodien von Johann Strauss arrangiert hatte. Nach der erfolgreichen Weltpremiere am 1. September 1928 produzierte das Plattenlabel „His Master’s Voice“ den Nonnenchor (O Madonna, auf uns sieh) aus dem dritten Akt mit Anni Frind und dem Chor und Orchester des Schauspielhauses. Fortan widmete sie sich hauptsächlich der Operette. Frind erschien zweihundertmal als Adele in Max Reinhardts Produktion von Die Fledermaus und gastierte im Deutschlandsender und im Reichssender Berlin. Auch ist sie gemeinsam mit namhaften Sängern, wie Peter Anders, Herbert Ernst Groh und Marcel Wittrisch, auf Tonträgern zu hören. Neben dem Operetten-Repertoire interpretierte Anni Frind damals beliebte Schlager mit Erwin Hartung und dem Orchester von Hans Bund, darunter Kannst du pfeifen, Johanna? (1934), womit zeitgleich auch die Comedian Harmonists erfolgreich waren.
Aus der Liedersammlung „Schlichte Weisen“ von Max Reger nahm sie zwei Titel, Waldeinsamkeit und Des Kindes Gebet, 1936 auf Tonträger auf. Die Aufzeichnung wurde 2013 in eine CD-Veröffentlichung von Werken Max Regers digital überarbeitet übernommen. Klassik.com schrieb: „Regers ‚Schlichte Weisen‘ op. 76 [...] sind alles andere als schlicht, sie verlangen von dem Sänger vor allem eine saubere Intonation und feine Phrasenenden, die aber sowohl Anni Frind als auch Elisabeth Schumann atemberaubend sauber darbieten.“
Die letzte Schallplattenaufnahme in Deutschland mit Anni Frind ist auf 1937 datiert. Um nicht mit den Nazis kollaborieren zu müssen, zog sie sich laut Jürgen Schaarwächter zu Beginn des Zweiten Weltkriegs von der Bühne zurück. Hingegen berichtete die Associated Press, dass sie ihre Karriere schon mit dem Aufstieg Hitlers 1933 beendet habe. Anni Frind kehrte nach Nixdorf zurück und arbeitete als Krankenschwester in der Arztpraxis ihres Vaters. Am 28. Juni 1945 heiratete sie in Nixdorf Josef Sperling (geb. 1907), der von den Deutschen interniert worden war. Das Paar lebte zunächst in Wels (Oberösterreich) und wanderte 1951 nach New Orleans aus, wo Anni Frind-Sperling von 1954 bis 1956 als Gesangslehrerin am Newcomb College der Tulane University unterrichtete.
Das Magazin High Fidelity widmete Anni Frind-Sperling 1955 noch einmal ein paar Zeilen und berichtete von ihrem Wunsch, ihr musikalisches Archiv zu vervollständigen:

„Anni Frind-Sperling, 3509 Chestnut St., New Orleans, La., die in Deutschland in den Berliner, Münchener und Dresdner Staatsopern gesungen hat, versucht, ihre Sammlung von Aufnahmen zu vervollständigen, die sie unter ihrem Mädchennamen Anni Frind gemacht hat.“

Anni Frind-Sperling starb 1987 im Alter von 87 Jahren. Beerdigt wurde sie am 10. April 1987 auf dem Biloxi National Cemetery, Harrison County (Mississippi), USA.

„Heutzutage ist sie nahezu völlig vergessen, aber trotz ihrer geringen Zahl von Platteneinspielungen stand sie einmal im Ruf einer der höchstgeschätzten lyrischen Soprane im Deutschland der 1920-er und 30-er Jahre.“